# Die Zauberharfe
Die Zauberharfe (D 644) är en melodram i tre akter av Franz Schubert till en text av Georg von Hofmann. Uruppförandet ägde rum den 19 augusti 1820 på Theater an der Wien.